# Holy Mother
Holy Mother – amerykańska grupa muzyczna wykonująca heavy metal z wpływami power metalu. Powstała 1993 roku na Long Island w Nowym Jorku.

## Dyskografia
- Holy Mother (1995)
- Tabloid Crush (1996)
- Toxic Rain (1998)
- Criminal Afterlife (1999)
- My World War (2000)
- Dealin' With the Devil (2002, kompilacja)
- Agoraphobia (2003)